# 2022年北京オリンピックのパキスタン選手団
2022年北京オリンピックのパキスタン選手団は、2022年2月4日から2月20日まで中華人民共和国の北京で開催された2022年北京オリンピックのパキスタン選手団の名簿。

## 選手団
- 人員: 選手 1人
- 開会式旗手: ムハンマド・カリーム
- 閉会式旗手: ムハンマド・カリーム

## 種目別選手・スタッフ名簿及び成績

### アルペンスキー
ミア・ヌリア・フロイトバイラーも出場資格を獲得していたが、怪我のため欠場することとなった。
| 選手                 | 種目     | 1回目    | 1回目    | 2回目    | 2回目    | 合計     | 合計     |
| 選手                 | 種目     | 結果     | 順位     | 結果     | 順位     | 結果     | 順位     |
| -------------------- | -------- | -------- | -------- | -------- | -------- | -------- | -------- |
| ムハンマド・カリーム | 男子回転 | 途中棄権 | 途中棄権 | 途中棄権 | 途中棄権 | 途中棄権 | 途中棄権 |